# KMM Hamburg – Institut für Kultur- und Medienmanagement
Das Institut für Kultur- und Medienmanagement (KMM) der Hochschule für Musik und Theater Hamburg bietet vielfältige Aus- und Weiterbildungsangebote für die Qualifizierung von Kultur- und Medienschaffenden. Mit seiner interdisziplinären Vernetzung, einer konsequenten Verschränkung von Theorie und Praxis und dem Schwerpunkt in den Themen Leadership und Transformation gehört das Institut KMM zu den prägenden Lern- und Innovationsorten für die Kultur- und Medienpraxis. 
2000 gegründet, anschließend an den bereits 1987 eingerichteten Studiengang, weist das Institut KMM die längste Tradition aller Kultur- und Medienmanagement-Einrichtungen in Deutschland auf.

## Lage
Das Institut KMM Hamburg ist im Frühjahr 2021 an den Wiesendamm 26 in Hamburg-Barmbek gezogen. Von 2012 bis 2021 befand sich das Institut in der Großen Bergstraße im Bezirk Hamburg-Altona, zuvor war es in den Räumlichkeiten der HfMT, dem Budge-Palais am Harvestehuder Weg beheimatet.

## Geschichte

Gebäude Wiesendamm ©Christina Körte

1987 wurde erstmals in Deutschland der Studiengang Kulturmanagement an der Hochschule für Musik und Theater Hamburg gegründet. Hierdurch sollten den angehenden Künstlern Mittel an die Hand gegeben werden, den zunehmenden ökonomischen Herausforderungen im Kulturwesen gewachsen zu sein. 1998 wurde zudem von der ZEIT-Stiftung Ebelin und Gerd Bucerius eine Stiftungsprofessur eingerichtet mit der Aufgabe, ein über den Studiengang hinaus reichendes, institutionelles Angebot zu schaffen. Den C4-Lehrstuhl übernahm Friedrich Loock. 1999 wurde zunächst aus Kulturmanagement das Kultur- und Medienmanagement. Im Jahr 2000 wurde schließlich aus diesem weiterbildenden Diplom-Aufbaustudiengang heraus das Institut für Kultur- und Medienmanagement Hamburg gegründet, dessen Leitung ebenfalls Friedrich Loock übernahm und bis Oktober 2015 innehatte. Im Rahmen einer Kooperation mit der Fernuniversität Hagen hat das KMM Hamburg 2007 zusätzlich den Hagener Fernstudiengang Kulturmanagement übernommen, da die Fernuniversität diesen ihrerseits einstellte. Am 1. Oktober 2015 übernahm Reinhard David Flender die Leitung des Instituts. Seit dem 13. Juli 2019 leitet Martin Zierold das Institut.

## Institutsbereiche

### Studium
Das Institut für Kultur- und Medienmanagement Hamburg (KMM Hamburg) ist eine zur staatlichen Hochschule für Musik und Theater Hamburg (HfMT) gehörende Lehr- und Forschungseinrichtung. Es bietet sowohl Präsenz- als auch Fernstudiengänge im Kultur- und Medienmanagement mit dem Hochschulabschluss Master of Arts (M.A.) an. Der Studiengang zur Erreichung des Grades Bachelor of Arts (B.A.) nahm letztmalig zum Wintersemester 2022/23 neue Studierende im Fernstudium auf und wird 2028 auslaufen. Zudem kann ein institutseigener Abschluss in Form von Fortbildungszertifikaten mit verschiedenen Schwerpunkten im Fernstudium erlangt werden. Das Promotionsstudium zum Dr. phil. kann nach einem herausragend erfolgreichen Masterstudium – auch anderer kultur- und medienspezifischer Fächer – aufgenommen werden.
Das Institut hat zwei hauptamtliche Professoren: Den Kulturwissenschaftler Martin Zierold und die Kommunikations- und Medienwissenschaftlerin Barbara Hans. Neben ihnen wird die Lehre insbesondere von ehrenamtlichen Professoren gehalten, die aus der Berufspraxis kommen und oft leitende Funktionen im nationalen und internationalen Kultur- und Medienmanagement innehaben.

### Forschung
Dem Institutsbereich Forschung sind die wissenschaftlichen Tätigkeiten des Instituts zugeordnet. Neben den thematischen Schwerpunkten Change Management, Creative Leadership, Stiftungswesen und Bürgerschaftliches Engagement/Zivilgesellschaft haben sich in den vergangenen Jahren insbesondere Kulturentwicklungsplanung und Qualitätsmanagement als weitere maßgebliche Forschungsfelder herauskristallisiert. Der Wissenstransfer zwischen Institutsangehörigen und Externen wird gefördert und wissenschaftliche Arbeit in zentralen Arbeitsfeldern des Kultur- und Medienmanagements betrieben. Darüber hinaus übernimmt das Institut Forschungsaufträge von Kultur- und Medieneinrichtungen. Im Schwerpunktbereich wendet sich das Institut dem Themenfeld Zivilgesellschaft (citizenship) zu. Das KMM Hamburg betreibt sowohl angewandte als auch Grundlagenforschung.

## Studienangebot
Das inhaltliche Angebot des Instituts erstreckt sich in allen Studiengängen von Finanzierung und Marketing über die Darstellung rechtlicher Aspekte bis hin zur Analyse und Gestaltung von Kommunikationsprozessen. Die Seminare sind dabei folgenden Lehrgebieten zugeordnet: Wirtschaft und Marketing, Recht, Stiftungen und Fundraising, Kultur und Gesellschaft, Organisation und Leadership sowie Medien und Digitales. Die Studiengänge bereiten die Studierenden sowohl auf Tätigkeiten als Führungskräfte als auch auf sonstige Aufgabenfelder im Managementbereich von Kultur- und Medieneinrichtungen vor. Hierzu gehören Einrichtungen wie etwa Museen, Theater, Festivals, Orchester, Bibliotheken, Musikschulen, Musikhochschulen, Film- und Fernsehproduktionen, Rundfunkanstalten oder Tonträgerhersteller.

### Die Studiengänge im Einzelnen
Das konsekutive Master-Studium wird als Präsenzstudium angeboten und richtet sich an Studieninteressierte, die einem Bachelor oder einem vergleichbaren Studienabschluss ein Aufbaustudium folgen lassen möchten. Ein herausragendes Studienelement ist dabei das KMM-Projektstudium. Hier betreuen Studierende mehrere Monate lang hauptverantwortlich die Konzeption und Umsetzung realer Kultur- und Medien-Projekte im Großraum Hamburg. Das Studium ist auf 4 Semester (inkl. Abschlussprüfung) ausgerichtet.
Das grundständige Bachelor-Studium gehörte zu den Fernstudienangeboten des KMM Hamburg und richtete sich an Studieninteressierte, die die Grundlagen des Kultur- und Medienmanagements kennenlernen möchten. Das Studium war auf 6 Semester (inkl. Abschlussprüfung) ausgerichtet. Es nahm letztmalig zum Wintersemester 2022/23 neue Studierende auf und läuft 2028 aus.
Das weiterbildende Master-Studium ist ebenfalls ein Fernstudiengang. Es löste im Februar 2009 den weiterbildenden Diplomstudiengang ab und richtet sich an Studieninteressierte, die bereits ein Studium absolviert haben, über berufspraktische Erfahrung verfügen und sich nun im Bereich Kultur- und Medienmanagement weiterbilden möchten. Das Studium ist auf 4 Semester (inkl. Abschlussprüfung) ausgerichtet.
KMM Zertifikate Ergänzend zu den genannten Studienangeboten können Studieninteressierte ein Kurzstudium am Institut KMM Hamburg belegen. Hierzu wählen sie nach eigenem Interesse Schwerpunktbereiche des Kultur- und Medienmanagements aus. Das Studium ist, je nach individueller Prägung, auf 1 (ohne Abschlussprüfung) bzw. 2 Semester (inkl. Abschlussprüfung) ausgerichtet.

## Netzwerk und Veranstaltungen
Das KMM Hamburg unterhält Kontakte zu zahlreichen Kultur- und Medieneinrichtungen. Dies spiegelt sich u. a. in Veranstaltungsreihen, z. B. der ZEIT-Stiftung Ebelin und Gerd Bucerius, des Kulturkreises der Deutschen Wirtschaft im BDI e.V. und des ZDF, die in den Räumlichkeiten des KMM Hamburg angeboten werden. Darüber hinaus ist das KMM Hamburg u. a. Mitglied im europäischen Fachverband ENCATC (European Network of Cultural Administration Training Centers). Seit 2023 ist das Institut korporatives Mitglied der Kulturpolitischen Gesellschaft. Im gleichen Jahr entstand das Stipendienprogramm Cultural Leadership. Im Zusammenschluss zwischen dem Institut KMM und dem Institut für Kulturpolitik der Kulturpolitischen Gesellschaft verwirklichten diese das erste Qualifizierungsprogramm im Bereich Cultural Leadership in Deutschland. Nach einer erfolgreichen Pilotphase führt das Institut für Kultur- und Medienmanagement das Vorhaben nun alleine weiter.
Weitere Veranstaltungsreihen am Institut KMM sind unter anderem die Hamburger Gespräche für Kultur und Medien, die in Zusammenarbeit mit der Claussen-Simon-Stiftung organisiert werden, die Thementage Digitale Medien sowie Exkursionen unter anderem nach Berlin.
Dieses Netzwerk von Förderern und Partnern wird durch das KMM Netzwerk e.V., dem Alumni-Verein des KMM Hamburg ergänzt. Ziel des Vereins ist, den Erfahrungsaustausch unter den Mitgliedern zu intensivieren und die Studienangebote inhaltlich wie organisatorisch zu unterstützen. Dazu gehört auch, über Entwicklungen im Kultur- und Medienwesen innerhalb und außerhalb des KMM Hamburg zu informieren und gezielte Weiterbildungsangebote zu entwickeln.

## Publikationen und Veröffentlichungen (Auswahl)
Das Institut KMM Hamburg veröffentlicht akademische Lehrschriften sowie praxisnah verfasste Handbücher, Ratgeber und Kompendien. Institutsangehörige wirken zudem bei den Publikationen anderer Herausgeber:innen mit, beispielsweise dem Institut für kulturelle Innovationsforschung und am Handbuch Kulturmanagement – Recht, Politik & Praxis.
- Edition KMM - Theorie und Praxis Kultur- und Medienmanagement

- Podcast "Wie geht's - Kultur in Zeiten der Transformation"[6]
- Projekte "Kulturmanagement innovativ"[7] und "Die digitale Transformation des Kulturmanagements"[8] veröffentlicht im Rahmen von Open-Science-Projekten der Hamburg Open Online University

## Absolventen (Auswahl)
- Muchtar Al Ghusain – Kulturdezernent Stadt Essen
- Jens Georg Bachmann – ehem. Intendant und Chefdirigent Cyprus Symphony Orchestra, GMD Erzgebirgische Philharmonie und Theater (ETO)
- Gesa Birnkraut – Professorin an der Hochschule Osnabrück, Beraterin & Gründerin BIRNKRAUT Consulting, BIRNKRAUT PARTNER, Kulturkonzepte Hamburg e.V.
- Hans-Joachim Frey – Intendant des Theater Bremen und ehem. künstlerischer Betriebsdirektor der Dresdner Semperoper
- Stephanie Haase – Director von EMI Classics
- Kai-Michael Hartig – Bereichsleiter Kultur bei der Körber-Stiftung
- Volker Heller – Managementdirektor der Stiftung Zentral- und Landesbibliothek Berlin
- Thomas Hummel – Intendant des Usedomer Musikfestivals
- Oliver Lähndorf – Direktor der Affordable Art Fair Hamburg
- Jean-Pierre Le Roy – Schauspieler
- Birgit Lorbeer – ehem. in der Zentralredaktion von ZDF/3sat
- Paul Müller – Intendant der Münchner Philharmoniker und ehem. Intendant der Bamberger Symphoniker
- Sonja Ostendorf-Rupp – Leitung Marketing und Fundraising Deichtorhallen Hamburg
- Iris Siegfried – Rechtsanwältin und Mitbegründerin von Salut Salon (Geige und Gesang)
- Benedikt Stampa – Intendant und Geschäftsführer des Konzerthauses Dortmund
- Burkhard Stein – Verwaltungsdirektor und Prokurist Alte Oper Frankfurt
- Swetlana Wittner – Pianistin, Studienverwaltung Fachbüro Komposition, Theorie, Jazzkomposition, Oper an der HfMT Hamburg